# كواحة
كَوَّاحَة أو أبو صفارة (الاسم العلمي: Lophius)، جنس أسماك من فصيلة الكواحيات توجد في المحيطين الأطلسي والهندي.